# Dvarčionių keramika
Dvarčionių keramika (Дварчёню керамика) VSE: DKR1L — один из крупнейших производителей керамической плитки в Прибалтике. Предприятие располагается в Вильнюсе. Продукция: керамические изделия для отделки и декора. Годовая мощность современных линий оценивается в 1 300 000 м2 напольной и настенной плитки.

## Деятельность фабрики
Фабрика начала деятельность в 1888 году в качестве производителя кирпичных материалов из глины местных сортов. В Дварчёнисе был открыт небольшой кирпичный завод с тремя печами для обжига кирпича. Гужевая узкоколейная железная дорога, по которой подвозили глину из карьера и вывозили кирпич, существовала еще до Второй Мировой войны (она изображена на карте 1934 года). В 1950-1955 годах был построен новый завод керамических изделий со своей узкоколейкой, но в 1950 г. она всё ещё была на гужевой тяге, и только в 1952-1954 годах стала использоваться дизельная и бензиновая тяга. В 1956-1960 годах узкоколейку перевели на электротягу. С 1974 года завод стал выпускать керамическую плитку; железная дорога была разобрана, а глину стали перевозить самосвалами МАЗ и КрАЗ.
В 1963 году к заводу присоединили подразделение «Укмерге керамик». В 1967 году завод «Рирвинтё» объединили с кирпичным заводом «Дварчёню». Предприятие получило новейшее оборудование и стало производить современную плитку.
В 1980 году на фабрике установили новую итальянскую линию для производства глазурованной настенной плитки.
В 1984-1985 гг. компания начала выпускать глазурованную напольную плитку с орнаментом.
За 13 лет (1974-1987) производство керамической плитки на фабрике увеличилось в шесть раз.
В 1992 году предприятие стало частным акционерным обществом. Руководство компании нашло итальянского партнера Nassetti Ettore SpA. В 1994 году было основано литовско-итальянское предприятие, где Nassetti Ettore SpA владели 30 % акций. В том же году был заключен и подписан договор об установке нового оборудования для производства керамической глазурованной настенной и напольной плитки нового поколения. Общая стоимость проекта составила 11 млн долларов США, в том числе 7,5 млн долларов США в виде долгосрочного кредита от швейцарского банка.
В декабре 1996 года решением общего собрания акционеров компании она была преобразована в открытое акционерное общество с уставным капиталом в размере 30 млн. литов.  В 1997 году начался листинг ценных бумаг на бирже. В рейтинге, составленном Конфедерацией литовских промышленников, DVARÈIONIØ KERAMIKA возглавили список литовских предприятий, добившихся наибольшего экономического прогресса в 1997 году. Новый финансовый поток позволил оборудовать более современную линию и расширить ассортимент. Количество сотрудников достигло 455 человек (на 1998 год). Следующая линия, Sacmi, предназначенная для производства керамических плиток высокого качества, открылась в 2003 году.
В период с 1999 по 2002 годы компания «Дварчёню Керамика» внедрила системы контроля качества и защиты окружающей среды, основанные на стандартах ISO. Продукция компании восемь раз подряд (в период с 1998 по 2004 год) удостоилась награды «Литовский продукт года»  На предприятии выпускались следующие керамические изделия:
- настенная и напольная плитка;
- глиняная черепица;
- кирпичи для реставрации[1].

Для производства использовалось и местное, и импортируемое сырьё. Поставщиками сырья были Италия, Испания и Украина. Предприятие экспортировало продукцию в Финляндию, Норвегию, Швецию, Польшу, США, Украину, Россию, Прибалтийские государства, страны Центральной Азии. Несмотря на многолетний заложенный в баланс формальный убыток, деятельность предприятия удачна — оборот в 2005 году составил 42 млн литов. После смены в составе акционеров и налаживания финансовых схем, в 2006 году деятельность за 9 месяцев была объявлена прибыльной.

### Дварчёню керамика в 2000-х годах
Согласно договору от 25 февраля 2005 года между Opoczno S.A. Опочно,Польша (президент компании Артур Клочко Kloczko Artur) и представителями Dvarcioniu Keramika: Iberian Ceramics Limited Гибралтар, Юозас Райщялис Juozas Raiselis, Pan Czeslaw Okinczyc, ЗАО Балтиес Керамика Baltijos Keramika UAB, польский представитель выкупил у представителей Литвы акции AB Dvarcioniu Keramika, 5.968.317 акций с номинальной стоимостью 5 Лит/акция.
По сведениям бизнес портала www.vz.lt, стоимость акции на февраль 2005 года составила 1,93 лит/акция, а стоимость сделки — 11,5 млн лит.
В результате состав крупнейших акционеров в опубликованном отчёте компании за 2006 год 1 четверть выглядит так:
- Opoczno S.A. Польша — 60,25 %
- Юозас Райщялис Juozas Raiselis — 17,97 %.

Геральдас Кудрявичюс Geraldas Kudrevicius остаётся финансовым директором и членом правления.
В сентябре 2006 года 50 % акций самой компании Opoczno S.A. Польша перешли на баланс компании Cersanit S.A. Польша. Также компания приобрела акции пяти производителей керамических плиток России за 46,6 млн. EUR в июне 2006 года.
16 ноября 2007 года Юозас Райщялис Juozas Raiselis подписал договор с Opoczno S.A. Польша о продаже своих акций польской стороне в случае разрешения Советом по Конкуренции Литвы.
29 ноября 2007 года Marek Andrzej Ungier стал официальным президентом компании и председателем правления директоров. В состав правления вошли Amadeusz Kowalski, заменивший временно исполнявшего обязанности президента Аудрюса Имбрасаса Audrius Imbrasas.
В 2008 году в конце января Совет по Конкуренции Литвы разрешил компании Opoczno S.A. приобрести 79 % акций предприятия.
Система управления кадрами и фактической прибылью/убытками AB Dvarcioniu Keramika для Cersanit S.A. Польша через призму 50 % Opoczno S.A. Польша не стала удобной. Появилась возможность передачи 60,25 % пакета акций новому акционеру Cersanit S.A. Польша.

## Финансы и финансисты
В топ менеджмент постсоветского поколения входили:
- председатель совета надзора Миндаугас Данилявичюс Mindaugas Danilevicius
- член совета надзора Мишель Пульпитто Michele Pulpito
- член совета надзора Хамид Ладжеварди Hamid Ladjevardi
- член совета надзора Людмила Субоч Liudmila Suboc
- член совета надзора Линас Саснаускас Linas Sasnauskas
- президент компании, председатель правления директоров Юозас Райщялис Juozas Raiselis
- коммерческий директор, член правления директоров Аудрюс Калвайтис Audrius Kalvaitis
- технический директор, член правления директоров Женюс Буткус Zenius Butkus
- финансовый директор, член правления Геральдас Кудрявичюс Geraldas Kudrevicius
- член правления директоров Романас Урниежюс Romanas Urniezius

По данным биржи ценных бумаг, крупнейшими акционерами на 1998 год были:
- АО Дварченис Dvarcionys AB — 40,16 %
- Iberian Ceramics Limited Гибралтар — 13,78 %
- Abdulaziz A.M. Al-Brahim — 5,93 %
- Юозас Райщялис Juozas Raiselis президент компании — 13,3 %
- Романас Урниежюс Romanas Urniezius член правления директоров — 1,1 %
- Baltic Republics Fund — 8,82 %
- Baltic Fund Securities — 6,7 %

и формальные акционеры:
- Йонас Любертас Jonas Liubertas член правления — 160 акц.
- Людмила Субоч — 193 акц.
- Повилас Скуодас Povilas Skuodas член правления — 400 акц.
- Еугенюс Покульнявичюс Eugenijus Pokulnevicius член правления — 121 акц.
- Раймундас Курлянскис Raimundas Kurlianskis — 510 акц.